# Parafia św. Jadwigi Śląskiej w Olszowej
Parafia świętej Jadwigi Śląskiej w Olszowej – parafia rzymskokatolicka znajdująca się w diecezji kaliskiej, w dekanacie Kępno.

## Proboszczowie
- ks. mgr Łukasz Rau (2022–2025)[2]
- ks. Krystian Fornalczyk (2025–)[2]